# Denis Dodart
Pour les articles homonymes, voir Dodart.
Denis Dodart est un médecin et un botaniste français, né en 1634 à Paris et mort le 5 novembre 1707 dans cette même ville. Il dirige de 1670 à 1694 les études de l'Académie royale des sciences sur l'Histoire des plantes, premier projet d'une encyclopédie botanique universelle, recensant, nommant et illustrant toutes les plantes connues. Il publie son cadre directeur, Mémoires pour servir à l'histoire des plantes en 1676.

## Biographie

### Enfance et formation

#### Famille bourgeoise de Paris
Denis Dodart naît en 1634 dans une famille bourgeoise de Paris. Il est le fils de Jean Dodart, notaire public amateur de littérature, et de Marie du Bois Hermite, fille d'un avocat au Parlement de Paris. Fontenelle fait dans son Éloge de Monsieur Dodart le portrait des deux parents « Jean Dodart, quoique sans Lettres, avait beaucoup d'esprit, et ce qui est préférable, un bon esprit. Il s'était fait même un Cabinet de Livres, et savait assez pour un homme qui ne pouvait guère savoir. Marie du Bois était une femme aimable par un caractère fort doux, et par un cœur fort élevé au-dessus de sa fortune. »,
Il a un frère et une sœur. Intéressé dès son jeune âge par les arts et les sciences, il apprend le dessin, la musique, le grec ancien et le latin.

#### Études de médecine
Il étudie d'abord pour le barreau, suivant ses origines familiales, mais s'adonne bientôt à la médecine. Le 1er avril 1658, il est reçu bachelier de la faculté de médecine de Paris, et deux ans plus tard, le 13 octobre 1660, docteur-régent. En 1666 il est docteur en pharmacie et devient professeur à la faculté de pharmacie de Paris.
Denis Dodart est remarqué par ses maîtres pour son érudition, son élocution et son bon esprit. Ainsi, le doyen directeur de la Faculté, Guy Patin, pourtant plus fameux  pour son esprit sarcastique, brosse un portrait élogieux dans une lettre à André Falconet daté du 5 juillet 1660 : « Nous avons fait la licence de nos vieux bacheliers. Ils sont sept en nombre, dont celui qui est le plus fécond, nommé Dodart, âgé de 25 ans, est un des plus sages & des plus savants hommes de ce siècle. Ce jeune homme est un prodige de sagesse & de science, monstrum sin vitio, comme disait Adr. Turnebus de Josepho Scaligero. ["un prodige sans défaut, comme disait Adrien Turnèbe à propos de Joseph Scaliger"] ». Le 27 juillet, Guy Patin renchérit : « Notre licencié qui est si savant, s'appelle Dodart, il est le fils d'un bourgeois de Paris fort honnête homme. C'est un grand garçon fort sage, fort modeste, qui sait Hippocrate, Galien, Aristote, Cicéron, Sénèque, & Fernel par cœur. C'est un garçon incomparable, qui n'a pas encore 26 ans, car la Faculté lui fit grâce au premier examen de quelques mois qui lui manquait pour son âge, sur la bonne opinion qu'on avait de lui dès auparavant. »,

### Carrière de médecin
Son aisance en latin lui valut des propositions du comte de Brienne, Henri-Auguste de Loménie, pour entrer au Ministère des affaires étrangères. Lambert nous dit ainsi : « Son mérite lui acquit aussi l'estime du Père Deschamps, et il ne tint pas à ce savant Jésuite, que M. Dodart ne parvînt à une fortune considérable. S'étant un jour trouvé par hasard aux Écoles de Médecine, dans le temps que ce jeune Docteur y faisait une leçon en latin, il fut si charmé de sa belle latinité, que sur le rapport qu'il en fit à M. le comte de Brienne, alors Secrétaire d’État pour les affaires étrangères, que ce Ministre conçut dès lors une forte envie de s'attacher notre jeune Médecin. Il fut encore confirmé dans ce dessein, par les témoignages avantageux, que ceux qui pouvaient le mieux connaître rendirent de lui, ce qui l'engagea à lui destiner l'importante place de principal Commis. Mais M. Dodart ne se laissa point éblouir par l'éclat séduisant d'un pareil emploi : il en fit un généreux sacrifice à la profession qu'un motif de Religion lui avait fait embrasser. Cependant le comte de Brienne ne se rebuta pas. Il obtint de M. Dodart, qu'il lui ferait quelques lettres importantes, et qui demandaient le secret. Mais ce fut inutilement qu'il tachât de le gagner par des offres encore plus flatteuses, on ne put le faire renoncer à son premier choix. M. Dodart entra quelque temps après chez Madame la Duchesse de Longueville, en qualité de Médecin ordinaire. »

#### Auprès des Conti et Longueville

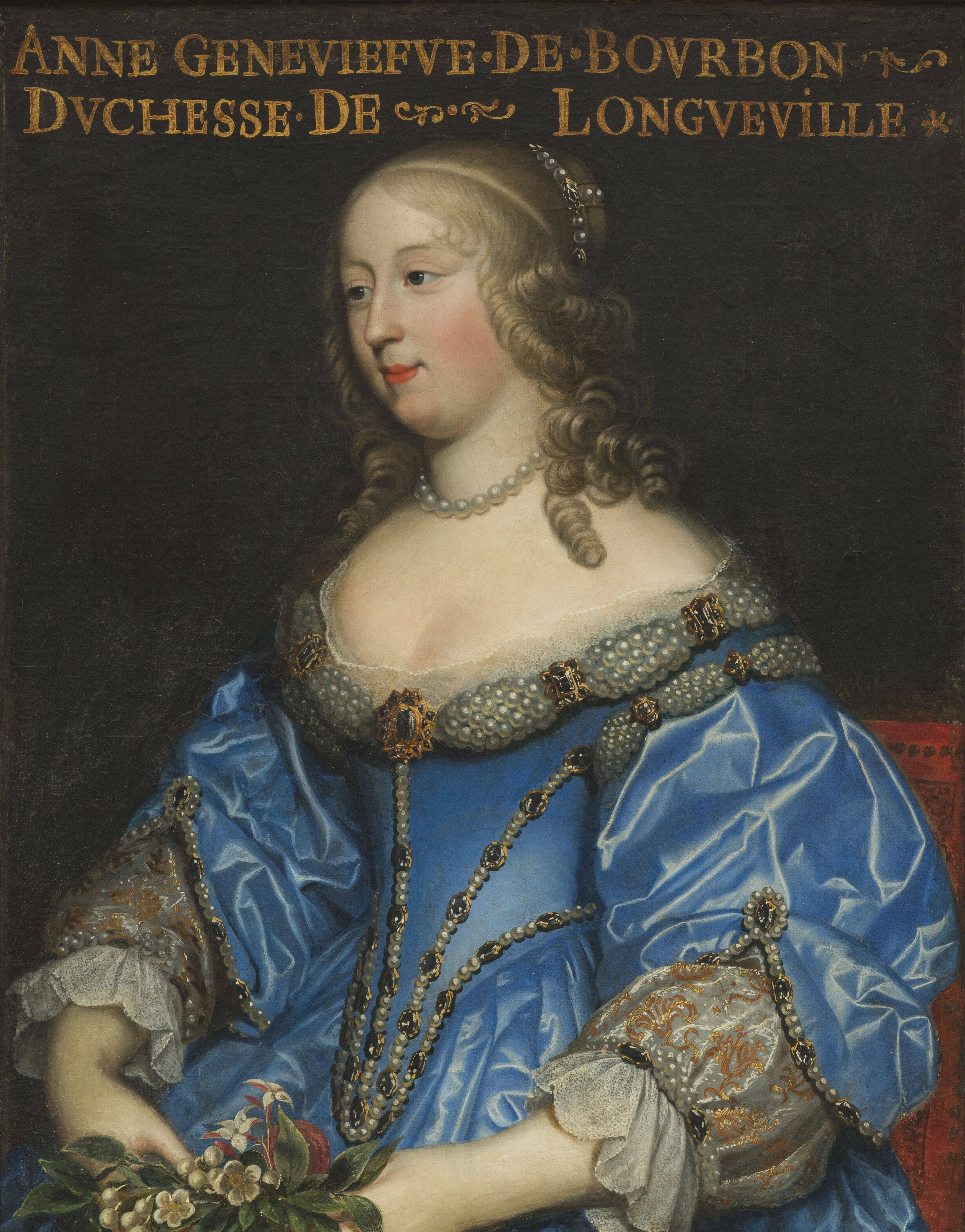
Anne Geneviève de Bourbon, duchesse de Longueville, par Henri et Charles Beaubrun, XVIIe siècle, château de Versailles.

La princesse Anne-Geneviève de Bourbon-Condé, duchesse de Longueville, le prend comme premier médecin. Il est alors amené à côtoyer le cénacle de Port-Royal. Elle se fait construire en 1671 un hôtel particulier près de la clôture monastique. Il y séjourne dès lors régulièrement, et a sa chambre personnelle à côté des appartements de la duchesse. En avril 1679 il est à son chevet avec ses collègues et amis Jean Hamon et Noël Vallant.
Il est le premier médecin de Anne-Marie Martinozzi, veuve du prince de Conti, lequel est le frère de la duchesse de Longueville et du Grand Condé. Lorsque la princesse de Conti meurt à son tour en 1672, il demeure attaché aux enfants. Le 2e prince de Conti, meurt en 1684 de la petite vérole. Il reste attaché à sa veuve, la princesse douairière de Conti et au frère cadet, François-Louis de Bourbon-Conti. Il est un des proches de la famille,.

#### Auprès des jansénistes de Port-Royal
Il devient le médecin de plusieurs religieuses, solitaires et amis de l'abbaye janséniste de Port-Royal des Champs. En plus des Conti et Longueville, il est proche de Mademoiselle Catherine de Vertus.
Jean Racine est son ami proche, qui le mentionne plusieurs fois en 1687 dans sa correspondance avec un Boileau convalescent, notamment le 24 mai, et le 8 août,, ainsi qu'à sa femme le jour de l'Ascension 1693,. Denis Dodart est à ses côtés le 21 avril 1699 et tente de soigner son abcès au foie ; il lui fait une incision au côté droit, un peu au-dessous de la mamelle, en sort une demi-palette de pus bien cuit. Ce dernier lui confie son manuscrit de l'Abrégé de l'Histoire de Port-Royal sur son lit de mort,,,,.
On le retrouve au chevet de l'abbesse Angélique de Saint-Jean Arnauld d'Andilly en 1684, de Pierre Nicole en 1695, de Louis-Sébastien Le Nain de Tillemont en 1698. Son ami Jean Hamon, médecin en chef du monastère meurt en 1687. Dodart lui succède et écrit un Récit de la dernière maladie de M. Hamon. Il rédige de nombreuses épitaphes en latin pour les Religieuses et Solitaires de Port-Royal, notamment pour Jean Hamon et Anne-Marie Martinozzi,,.

Gravures de l'abbaye de Port-Royal des Champs, Louise-Magdeleine Horthemels
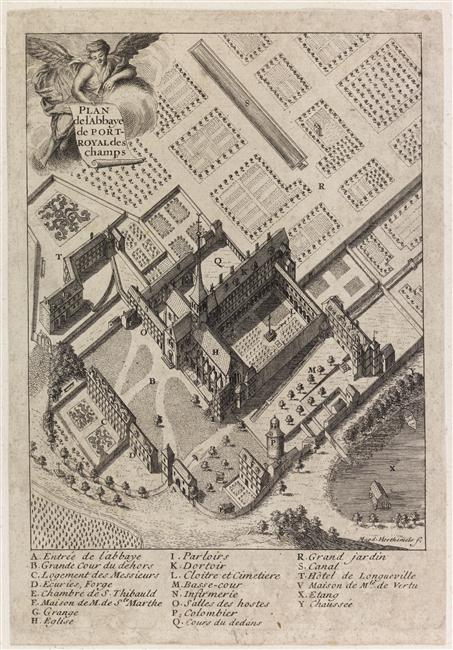
Plan de l'abbaye de Port-Royal des Champs, 1710 N : Infirmerie T : Hôtel de Longueville
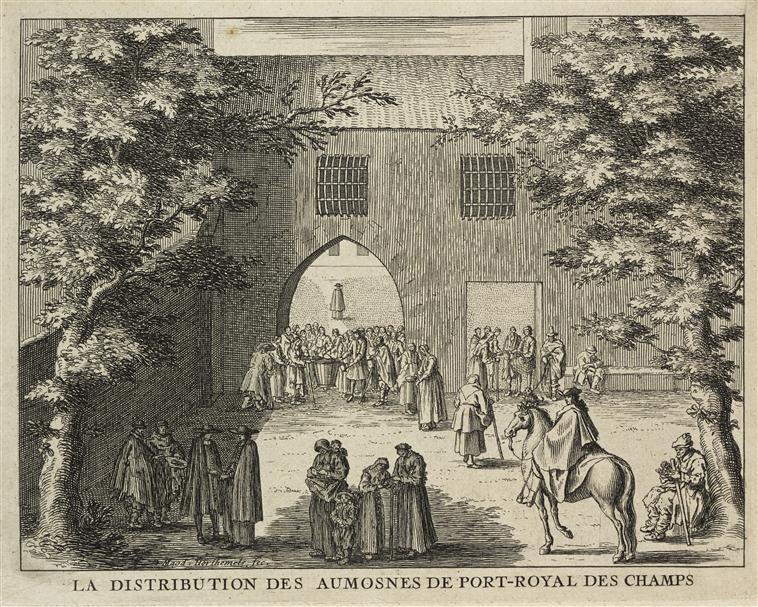
La distribution des aumônes de Port-Royal des Champs, 1710-1713
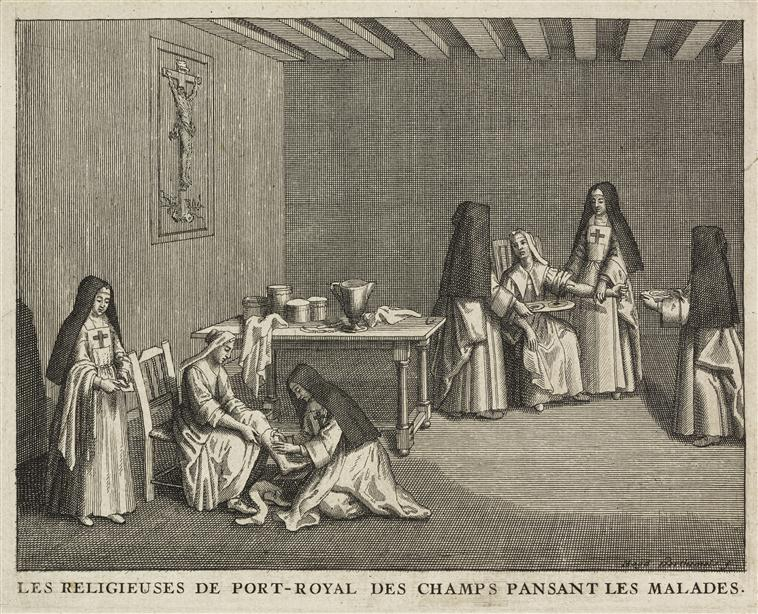
Les religieuses de Port-Royal des Champs pansant les malades, 1710-1713

#### Conseiller-médecin du roi
Le Prince de Conti, Colbert et Madame de Maintenon le soutiennent auprès de Louis XIV. En 1672 il devient conseiller-médecin du Roi. Grâce à la future reine de France il devient médecin à la suite de la cour en 1698, avec 1 000 écus de pension, et est nommé médecin de la Maison d'éducation de Saint-Cyr.
En 1673, sur proposition de Colbert, il est reçu à l'Académie des sciences comme botaniste.

### Vie de famille

#### Famille Dodart
Denis Dodart épouse en 1662 Marie Bouland, fille de Philippe Bouland et Claude d'Acquois. Philippe Bouland est premier président en l'élection de Clermont-en-Beauvaisis puis secrétaire des maisons et finances de Philippe Ier, duc d'Orléans, dit Monsieur. Marie Bouland a un frère, Charles, avocat au Parlement de Paris,. Elle apporte une dot de 13 000 livres, tandis que la mère de Denis Dodart donne 12 000 livres.
La sœur de Denis Dodart est mariée Le Cousturier. Son frère est avocat à Paris. Le lundi 29 juin 1699 il se suicide chez lui d'un coup de pistolet,.
Denis et Marie Dodart ont un fils en 1664, Claude-Jean-Baptiste, et une fille en 1667, Marguerite-Angélique. Marie Dodart meurt fin 1669. Denis Dodart a alors 35 ans et il reste veuf les 37 ans restants, tout dévoué à ses études. Il n'a pas d'autres enfants,.
Claude-Jean-Baptiste Dodart sera premier médecin du roi Louis XV,. Il est d'abord médecin des Conti à la suite de son père, puis en 1707 de Philippe II, duc d'Orléans en collaboration avec son futur beau-frère. En 1708, du dauphin Louis de France et de son fils Charles de France. En 1711 de l'ensemble des enfants de France, puis en 1718 du roi Louis XV. Il obtient du même coup la charge de surintendant des eaux minérales. Il se marie avec Anne-Louise-Denis du Choiselle, avec qui il a cinq enfants. Il meurt en 1730.
Le choix du nom fleuri de Marguerite-Angélique de la part d'un botaniste n'est peut-être pas anodin. En 1666, l'année précédant sa naissance, Denis Dodart envoie deux rapports à l'Académie des sciences, Observation le miel que les abeille retirent des plantes et décrit pour la première fois l'Angélique d'Acadie, à fleur jaune, ce qui lui inspire sans doute le nom de sa fille,. La mère de Marguerite-Angélique meurt quand elle a trois ans, et elle devient alors pensionnaire à Port-Royal. Elle est de santé fragile. Au moment de la mort de Denis Dodart en 1707, elle n'est toujours pas mariée et réside à l'Hôtel de Conti, rue des Poulies. Pourtant six mois plus tard elle prend pour époux Guillaume Homberg, ami de la famille et fameux chimiste de l'Académie, né dans une famille protestante hollandaise à Batavia (Java) en 1652. Il donne des cours de chimie à Philippe d'Orléans, qui le prend sous sa protection et en fait son premier médecin en 1704. Il meurt le 24 septembre 1715. L'acte de décès nous apprend qu'ils possèdent une riche bibliothèque, des tapisseries et des tableaux. Quelques copies, notamment une scène de la nativité de Rembrandt, Alexandre le Grand par Le Sueur, et deux Poussin, Le Triomphe de Bacchus et La Fuite en Égypte. Mais aussi des originaux, notamment un double-portrait des parents de Homberg par Jean-Baptiste Jouvenet et un autre de Guillaume et Marie-Angélique par Thomas Gobert, deux portraits anonymes de Lebrun et un Rembrandt, Le Prophète Élie chez la Veuve de Sarepta,. Marie-Angélique se remarie avec François de Burande, écuyer, sieur de Villeforge et capitaine d'infanterie. Elle meurt en 1751 et son frère hérite du domicile.

#### Domiciles en Île-de-France

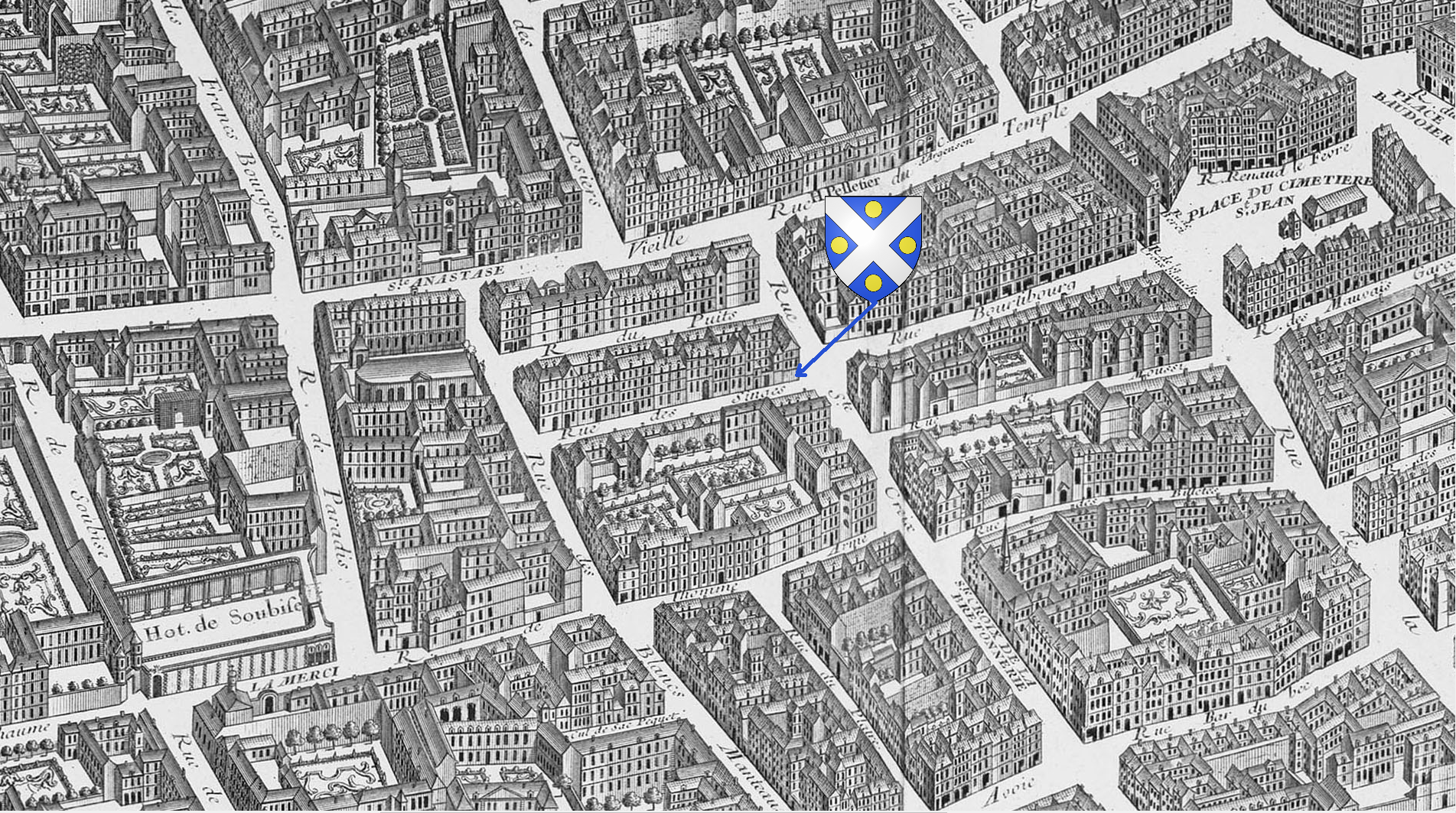
Localisation supposée de la maison des Dodart dans le quartier du Marais, 1739.

À Paris, la famille Dodart réside d'abord quai Malaquais à l'hôtel de Conti, aujourd'hui hôtel de Monnaie de Paris, 16 quai de Conti.

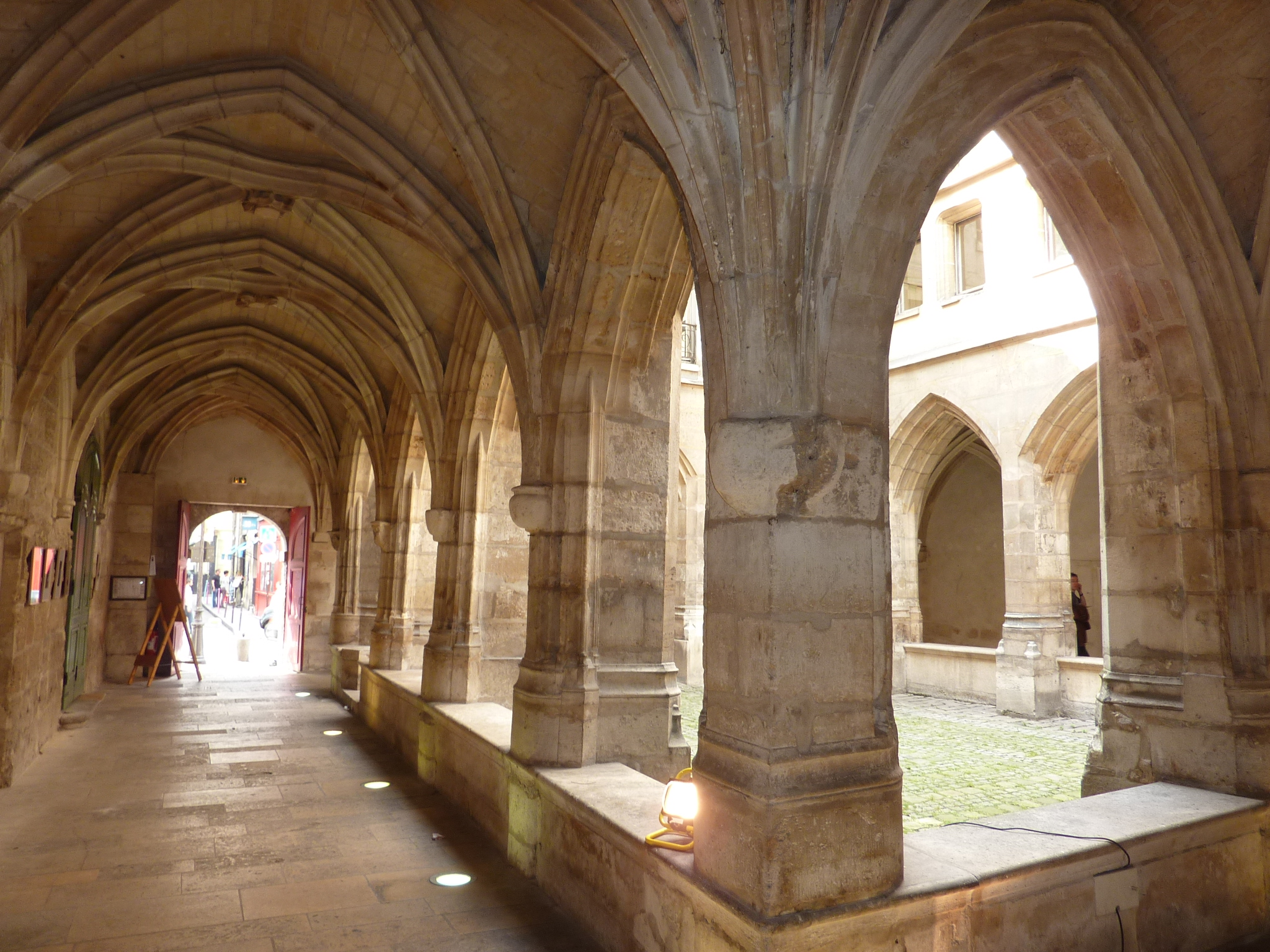
Cloître et église des Billettes près du logement des Dodart

Puis Denis Dodart hérite de son frère une maison rue Sainte-Croix-de-la-Bretonnerie, dans le quartier du Marais, « non loin de l’hôtel particulier d'un fermier général »,,. La maison dépend de la paroisse des Billettes, qui fait partie des signataires du testament de Marie Dodart en 1669. La vente aux enchères d'une fabuleuse bibliothèque en 1782 dans une maison « face à la rue du Bourg-Tibourg » peut laisser penser qu'il s'agit de l'actuelle 16 rue Sainte-Croix-de-la-Bretonnerie,.
Dodart se partage entre ses appartements à Versailles, Fontainebleau et à l'hôtel particulier de la princesse douairière de Conti, rue des Poulies. Il se rend toutes les semaines au siège de l'Académie, située dans la Bibliothèque Royale rue Vivienne (aujourd'hui Cabinet des Médailles). Il loue pour cela des calèches, dont on a gardé les notes.
Les Dodart emploient quatre ou cinq domestiques. Ils ont une belle bibliothèque, en partie héritée de la collection de Jean Dodart, le père de Denis. Il y a des livres en français, mais aussi en latin et grec ancien. Un inventaire réalisé au décès de sa femme nous apprend qu'elle contient plus de 426 volumes. En plus des livres de médecine, on y trouve des éditions d'auteurs classiques, Xénophon, Platon, Thucydide, Aristote, Homère, Hérodote, Cicéron et Pline, dont le doyen de la Faculté de Médecine de Paris avait déjà noté la connaissance par le jeune Dodart. Claude-Jean-Baptiste en hérite à la mort de son père, tandis que sa sœur Marie Angélique reçoit les livres de théologie, notamment jansénistes Les œuvres de Jansen lui-même, De la Fréquente Communion d'Antoine Arnault, la Vie des Saints de Robert Arnauld d'Andilly et d'autres ouvrages relatifs à Port-Royal. Dodart possède en outre des commentaires sur l'éthique et la théologie jésuite, ainsi que plusieurs Bibles,.

#### Piété et attention aux indigents
Les Académiciens sont isolés du volgum pecus, de par leur extraction noble et leur parcours. Ils sont devenus Académiciens car connus personnellement ou de réputation des hautes sphères du pouvoir. Ils étudient la viande, les poissons, les végétaux et les fruits, aliments qui ne représentent le régime que de moins d'un quart des Français du Grand Siècle. Mais Dodart se distingue de ses collègues dans son attention aux plus indigents. Il étudie longuement la médecine pour les pauvres, et présente ses études sur les prétendus remèdes pour les pauvres lors de plusieurs assemblées générales,. Il soigne en outre les pauvres gratuitement, notamment à l'abbaye de Port Royal. Au mépris de sa santé : il mourra des suites d'une maladie contracté auprès d'un de ces patients indigents.
Saint-Simon rapporte dans ses Mémoires une anecdote révélatrice à propos de Dodart : « C'est lui qui, n'étant pas encore connu de vue de la comtesse de Gramont, élevée et grande amie de Port-Royal, se trouvait près d'elle à la chapelle, après la fin du salut, la tête dans un pilier. Il avait quatre méchants cheveux verts sur une tête chauve, un mauvais habit gris tout usé, avec de gros linge uni ; une physionomie hâve, maigre, exténuée, gercée comme un homme qui meurt de faim et de froid. La comtesse, le prenant pour un pauvre honteux, le tire par la manche et lui présente doucement un écu. Dodart s'incline et se retourne. La comtesse le tire encore toujours avec son écu et le presse de le prendre. Dodart sourit et dit qu'il n'en a pas besoin, et que ce serait donc pour le donner à un autre. Tenez, tenez, bonhomme, ne faites point tant de façons ; insista la comtesse ; on ne nous voit point, et je vous le donne de bon cœur. - Madame, lui répondit enfin humblement Dodart, je suis Dodart ; j'ai l'honneur d'être le médecin de Mme la princesse de Conti ; je ne vous suis pas moins obligé de votre bonne volonté. À ces mots, la comtesse fut confondue ; ils se connurent depuis et furent amis. »,.
Il décrit ainsi un caractère très pieux et très doux : « [...] célèbre par sa vaste littérature et plus recommandable par sa rare et solide piété, et par sa liaison avec le fameux Port-Royal des Champs auquel il demeura attaché toute sa vie, mais avec tant de sagesse que le Roi, qui mourrait d'envie de le chasser, n'en put jamais trouver le prétexte. » Plus loin : « C'était un saint très aimable et de beaucoup d'esprit, de douceur et d'agrément dans la conversation, qui savait mille choses outre les sciences, qui avait toute la confiance de Mme la princesse de Conti, surtout dans les derniers temps, indépendamment de médecine, assez médiocre médecin, disait-on partout, dans la pratique, quoique très savant en théorie, qui menait une vie pauvre, pénitente et le plus qu'il pouvait solitaire et caché, et qui avait avec cela une considération infinie à la cour. »
Dans son testament, il demande qu'on donne avis de son décès aux Religieuses de Port-Royal des Champs (auxquelles il donne 50 livres), aux couvent des Carmélites du faubourg Saint-Jacques, où sont enterrées ses protectrices la duchesse de Longueville et la princesse de Conti, et aux religieuses Bénédictines de Montargis. Il désire être enterré au plus bas de l'église de la paroisse sur laquelle il mourra, et que ses obsèques soit les plus simples possibles afin de donner à de pauvres honteux l'épargne qu'on pourra y faire. Il donne le détail de pauvres à qui il donne l'aumône tous les mois.

#### Décomposition du revenu
Dodart est plus connu comme pieux janséniste, bienfaiteur des pauvres que comme investisseur, mais son testament nous révèle son patrimoine. Il gagne un salaire auprès des jansénistes de Port-Royal, comme médecin du Roi (de 1 000 livres) et de la princesse douairière de Conti. Il reçoit une pension de l'Académie Royale. Pour compléter ses revenus, Dodart perçoit des annuités auprès de trois investissements.
D'abord, deux contrats de rente sur l'Hôtel de ville de Paris. Sur un principal de 14 000 livres et reçoit 7 000 livres ; de l'autre contrat, un investissement de 2 000 livres, il reçoit 1 000 livres. Ce type d'investissement est de plus en plus commun dans la classe bourgeoise émergeant au XVIIe siècle. Un retour sur investissement de 5 % est élevé pour la période, et ces "rentes constituées" sont un meilleur investissement que les rentes basées sur la terre. Toutefois, l'origine de cet investissement ne vient pas d'un désir d'un retour sur investissement mais d'un emprunt obligatoire imposé par la couronne.
Les autres investissements de Dodart semblent plutôt motivés par des raisons sociales. Il achète des parts dans la compagnie créée par le duc de Roannez, "La Nouvelle Navigation de la Seine", depuis Nogent-sur-Seine jusqu'à Troyes en Champagne et sur les droits des créditeurs du Duc. En effet, Dodart fait partie du cercle des Jansénistes et intellectuels associés au Duc, est son ami et son médecin,.
Dodart a aussi une dette de 17 000 livres, contractée sans intérêts auprès de son ami Louis Morin, Académicien, pieux anatomiste et médecin de l'Hôtel-Dieu, qui vit dans le monastère de Saint-Victor à Paris.
Au total, la pension d'Académicien recouvre moins d'un tiers de ses revenus. La pension est en réalité assez maigre, et les collègues de Dodart cumulent eux-aussi les emplois, par exemple enseignent à la Faculté et au Collège de France. De plus la couronne rechigne à verser les salaires. C'est le cas systématiquement pendant les années 1690, avec le désintérêt croissant de Louvois pour l'Académie. Ainsi, certains académiciens reçoivent leurs pensions de 1691 en 1693.

### Mort
Denis Dodart fait son testament à Versailles, le 8 mai 1707. Il meurt à Paris le lundi 7 novembre 1707, à 73 ans, d'une fluxion de poitrine qu'il avait lui-même diagnostiquée. « Ce saint homme mourut avec la douce consolation d'avoir été la victime de son ardente charité. S'étant un jour excédé de fatigues pour des pauvres qu'il traitait, et étant revenu chez lui à jeun à cinq heures du soir, après avoir beaucoup souffert du froid, la fièvre le saisit, et elle fut suivie d'une fluxion de poitrine, qui l'emporta au bout de dix jours de maladie. ».
Il est inhumé dans l'église de Saint-Germain l'Auxerrois, paroisse de l'Hôtel des Conti, rue des Poulies, ou réside sa fille. Fontenelle écrit alors un Éloge de M. Dodart.
Sa place de Botaniste-Pensionnaire à l'Académie est remplie à sa suite par M. Burlet, son élève de 1699 et l'époux de sa petite-fille Marie-Agathe. Mais il est déjà Premier Médecin du roi d'Espagne Philippe V, et sa place est déclarée vacante en janvier 1708. Louis Morin, le proche ami de Denis Dodart, devient le Botaniste-Pensionnaire en titre en février 1708.

## Travaux

### Mémoires pour servir à l'histoire des plantes

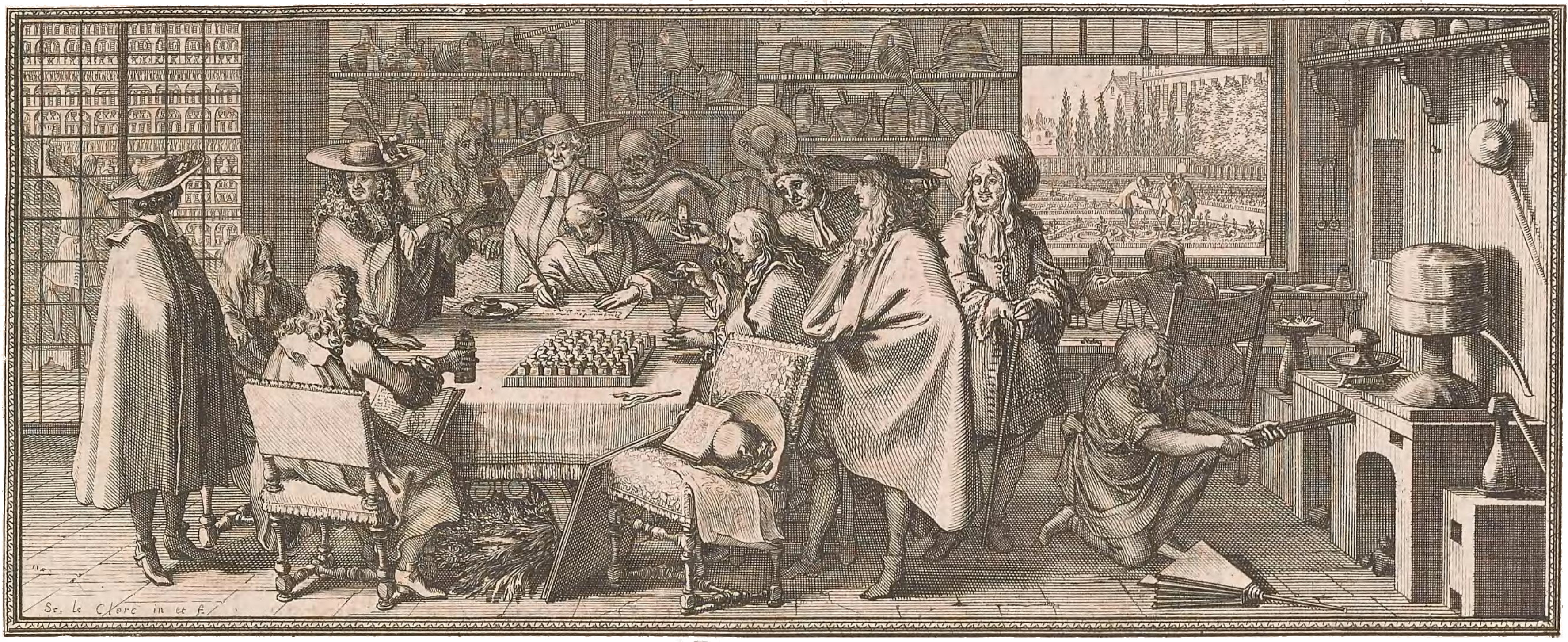
Le laboratoire chimique de l'Académie, gravure de Sébastien Leclerc, dans Mémoires pour servir à l'Histoire des plantes, p. 4, 1761.
Parmi les académiciens autour de la table se trouvent Bourdelin, N. Marchant et peut-être Dodart, Gallois et le secrétaire Du Hamel. À droite, l'homme âgé qui étend son bras au-dessus de la table, une fiole dans la main droite, ressemble aux portraits de Duclos.

Les frères Perrault le jugent capable de diriger l'ambitieuse Histoire des plantes, un projet envisagé par l'Académie des sciences depuis sa fondation. Il s'agit de répertorier, classer et nommer en français toutes les plantes connues, dans une monographie botanique illustrée rigoureusement par Nicolas Robert.
En 1676, Denis Dodart fait paraître Mémoires pour servir à l'histoire des plantes. Dans la première partie, intitulé Projet de l'Histoire des plantes, il expose le cadre directeur du projet. La seconde partie, Descriptions de quelques plantes nouvelles décrit 40 plantes, présente les gravures de Nicolas Robert accompagnées des notices du botaniste Nicolas Marchant, tel qu'elles seraient décrites dans l'ouvrage final. Duclos, Pierre Borel, Claude Perrault, Calois, Edme Mariotte, Claude Bourdelin fils, et Jean Marchant y participent.
Fontenelle dira de ces Mémoires : « On peut prendre la préface que nous venons de citer pour un modèle d'une théorie embrassée dans toute son étendue, suivie jusque dans ses moindres dépendances, très-finement discutée, est assaisonnée de la plus aimable modestie. » Elle a un grand succès. Dodart envoie des copies de l'édition à Morison, Gew et Locke,.

Plutôt qu'orienter la recherche sur les plantes rares qui intriguaient tant Nicolas Marchant, il décide d'écrire le second volume encyclopédique sur les plantes nutritives de France : « la coriandre, la laitue, la Chicorée tant sauvage et Domestique, le Cresson, etc. ». Dodart écrit entre août 1680 et mi-juin 1681 la seconde partie de L'Histoire Naturelle des plantes. Mais en 1681 il est victime d'une attaque de voleurs de grand-chemins qui lui font perdre toutes ses recherches. Du Hammel l'explique dans une lettre à Colbert : « [...] tous ses traités qui devaient composer un juste volume lui ayant été volé en entrant a Paris, où il les apportait pour les faire mettre au net, et les donner à l'imprimeur ; et toutes les diligences qu'il a faites pour les recouvrer lui ayant été inutiles, il a été obligé de refaire les deux plus importants de ces traités, et de recueillir dans ses mémoires tout ce qu'il a pu retrouver pour rétablir les autres ouvrages. » En conséquence, Dodart passe la fin de l'année à réécrire le traité. Mais l'argent manqua pour la publication, et en 1686 Louvois donne de nouvelles instructions à l'Académie, interdisant la recherche fondamentale et l'orientant vers la recherche appliquée, enterrant le projet encyclopédique de Dodart.

Gravures de Nicolas Robert, 1676
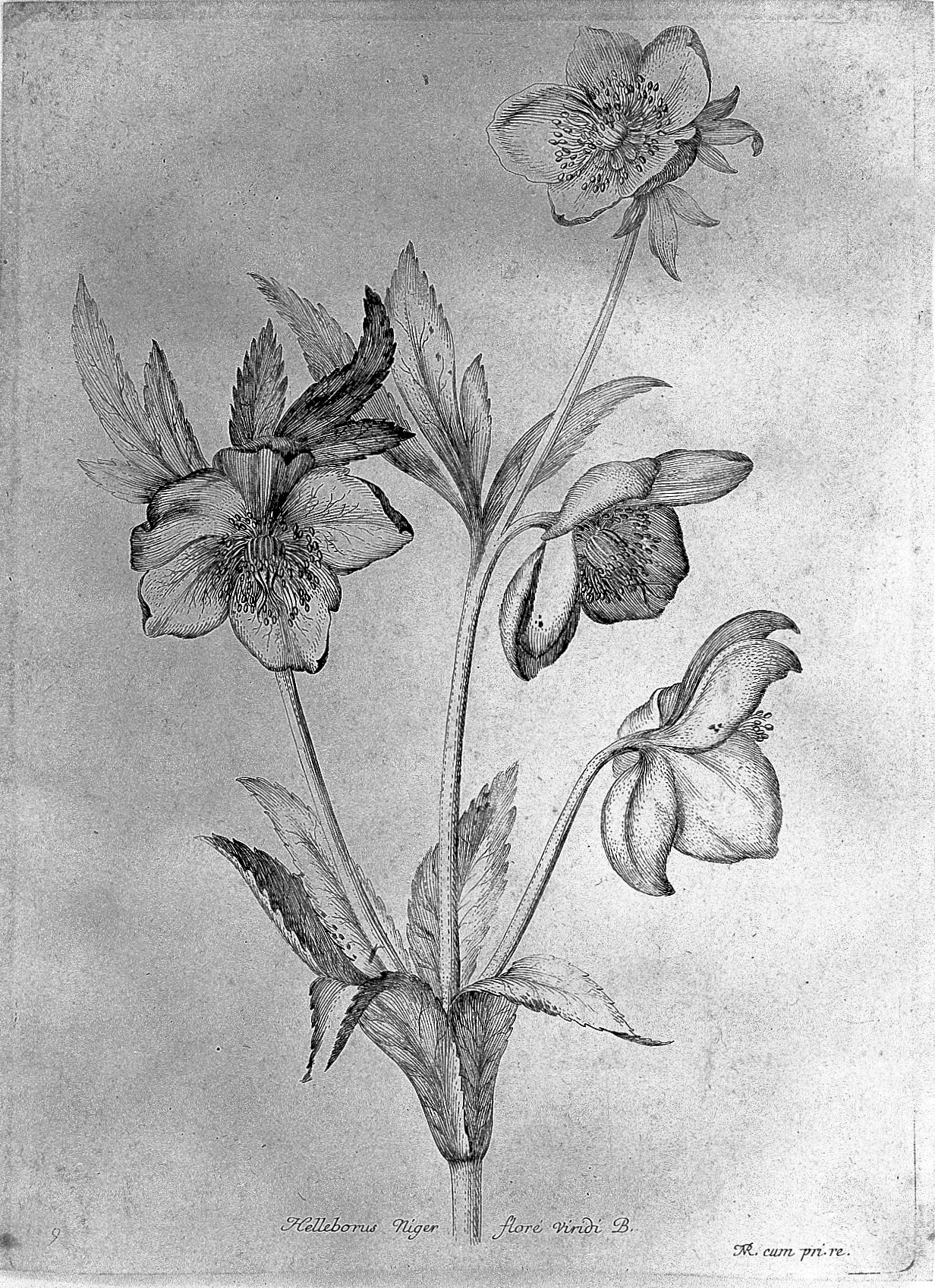
Helleborus niger, Rose de Noël
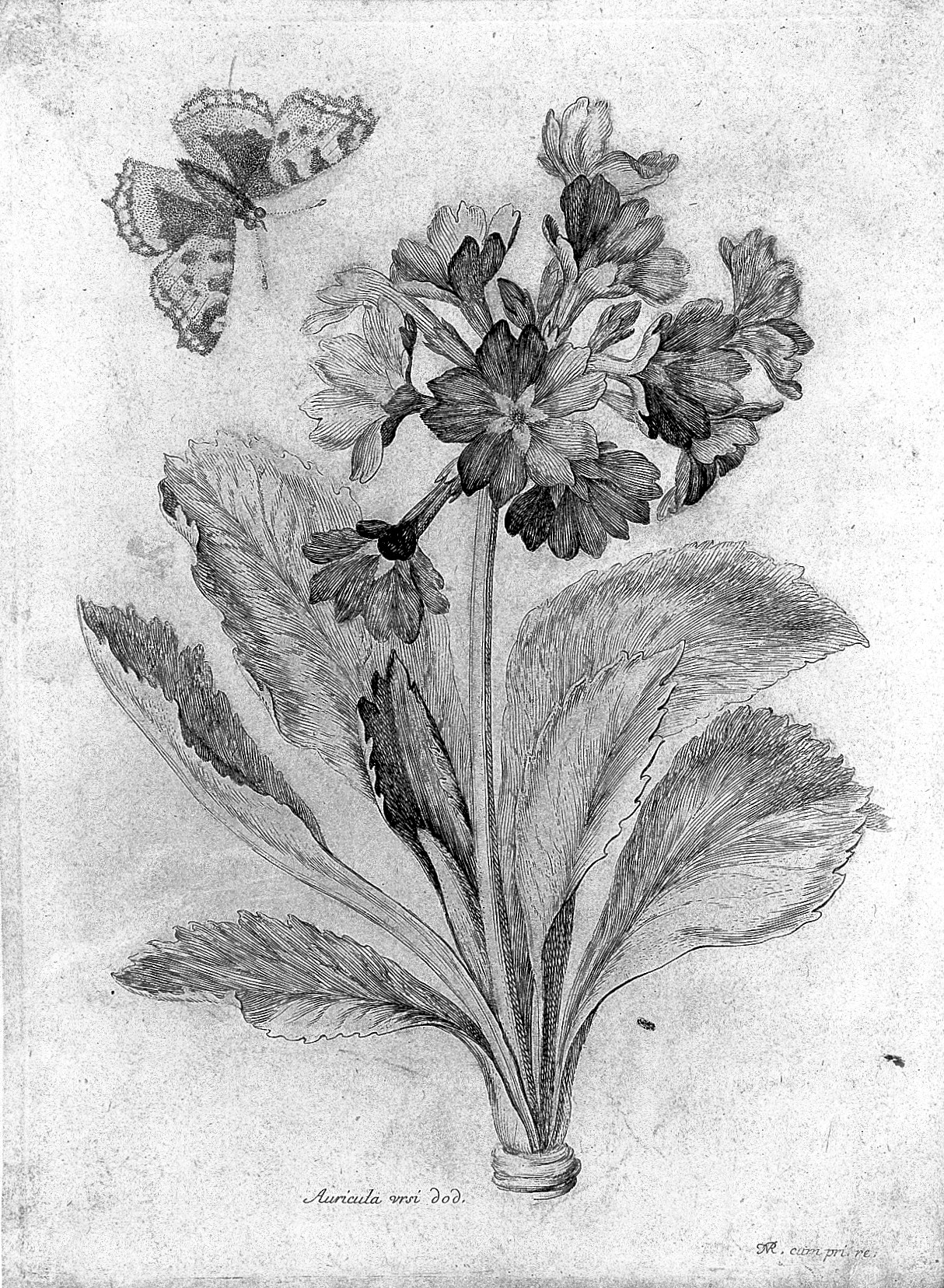
Auricula vrsi dod. Oreille d'ours
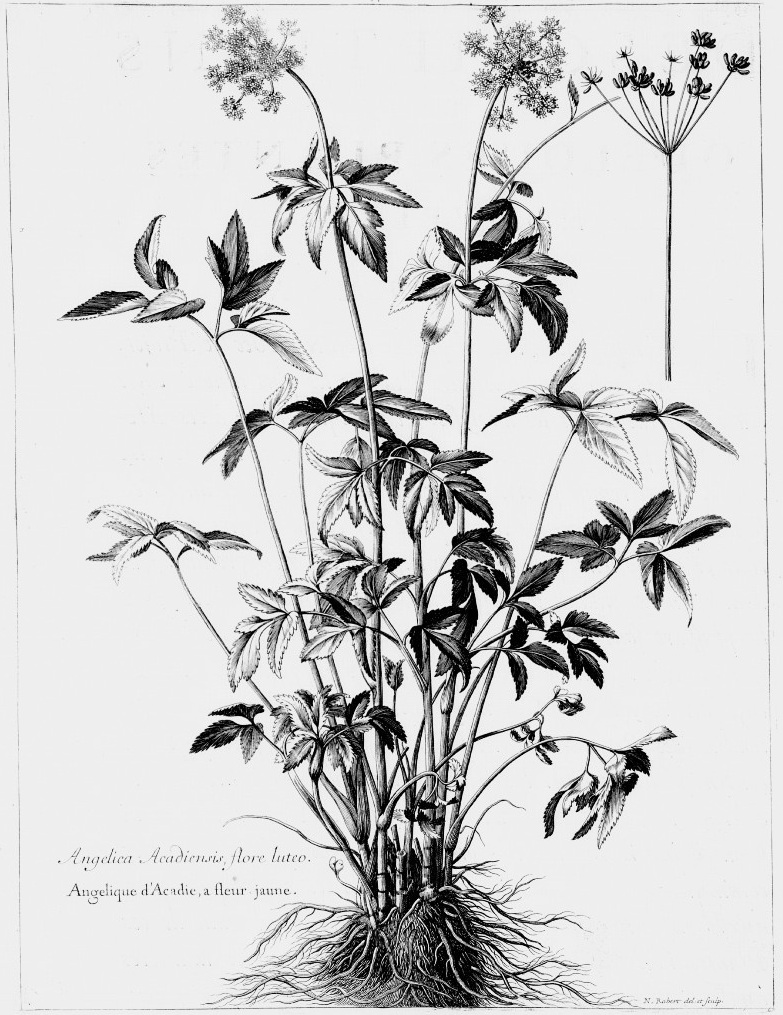
Angelica Acadi, Angélique d'Acadie à fleur jaune

### Recherche en botanique

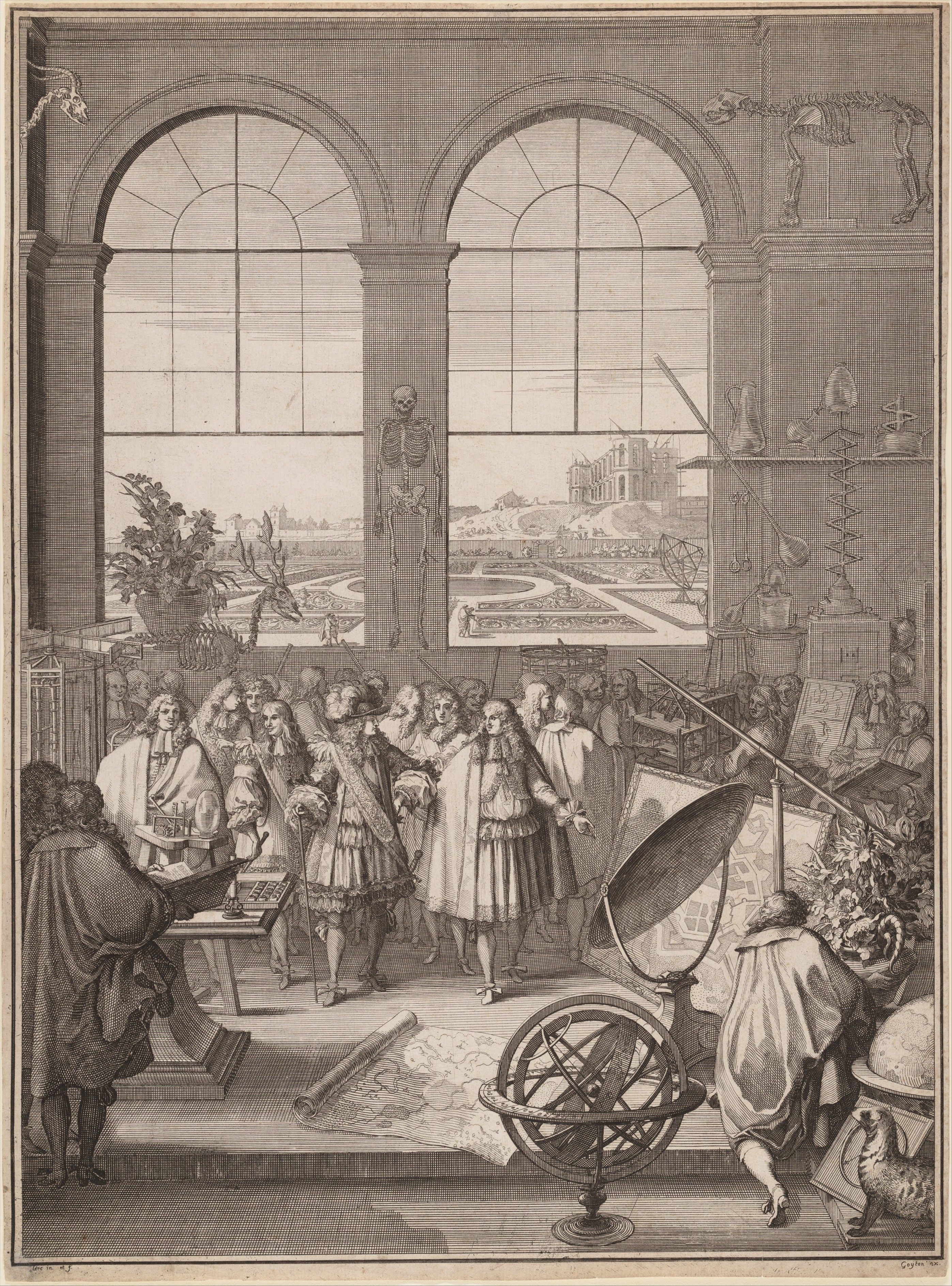
Louis XIV visitant l'Académie royale des sciences, Sébastien Leclerc, 1671, in Mémoires pour servir à l'Histoire des plantes, p. 1

Il étudie la respiration des plantes en reprenant les travaux de Santorio Santorio. Il s'oppose à Claude Perrault qui découvre les deux sens de la circulation de sève, ascendant et descendant, et qui tente d'établir une correspondance entre les cellules végétales et les cellules animales. Il affirme que la partie aérienne de la plante est constituée d'un être collectif d'un grand nombre de germes (plus ou moins comparables à notre notion actuelle de cellule).
Denis Dodart s’intéresse à l’analyse chimique des plantes. Il prend part aux débats avec Duclos sur la méthode de la distillation. Peut-être est-il le premier à préconiser la combustion des végétaux à cette fin. Ses recommandations pour développer l'analyse phytochimique des plantes marquent alors une nouvelle ère en botanique.
Il est probablement un des premiers à publier un article sur la connexion entre l'ergot et les maladies de la gangrène, et de nombreux académiciens poursuivent ses recherches tout au long du XVIIIe siècle. Il en appelle à la responsabilité du législateur, espérant que les officiels locaux empêcheraient l'utilisation de l'ergot dans la nourriture.
En 1678, il présente à l'Académie un mémoire important de La Salle, sur Certains détails de l'histoire naturelle de l'Amérique septentrionale, et particulièrement du pays des Iroquois. Les plantes rapportées de Nouvelle-France sont étudiées avec intérêt par l'Académie et sont notamment décrites dans la seconde partie du Mémoires pour l'histoire des plantes.
Lorsque l'Académie des Sciences est réorganisée, Dodart est parmi le premier groupe de titulaires nommés directement par Louis XIV ; le 28 janvier 1699 il reçoit le titre de Pensionnaire-Botaniste de l'Académie. Il conforte cette nomination par la publication, en 1700, d'une étude sur l'influence de la gravitation sur le développement des racines et des tiges et sur la fertilisation et reproduction des plantes. Dodart soutient la théorie de « l'emboîtement des graines » et cherche sans relâche à appliquer à la botanique les idées de Nicolas Andry et des autres préformationnistes sur l’embryologie.
Dodart décrit plusieurs nouvelles espèces de plantes. Le botanise-académicien Joseph Pitton de Tournefort, suppléant de Guy-Crescent Fagon au Jardin royal des plantes médicinales, nomme le genre Dodartia en son hommage, objet de l'article Dodart dans L'Encyclopédie de Diderot et D’Alembert,. Exemple d'espèces : Ortie de Dodart, Statice de Dodart.

### Expérimentations physiologiques

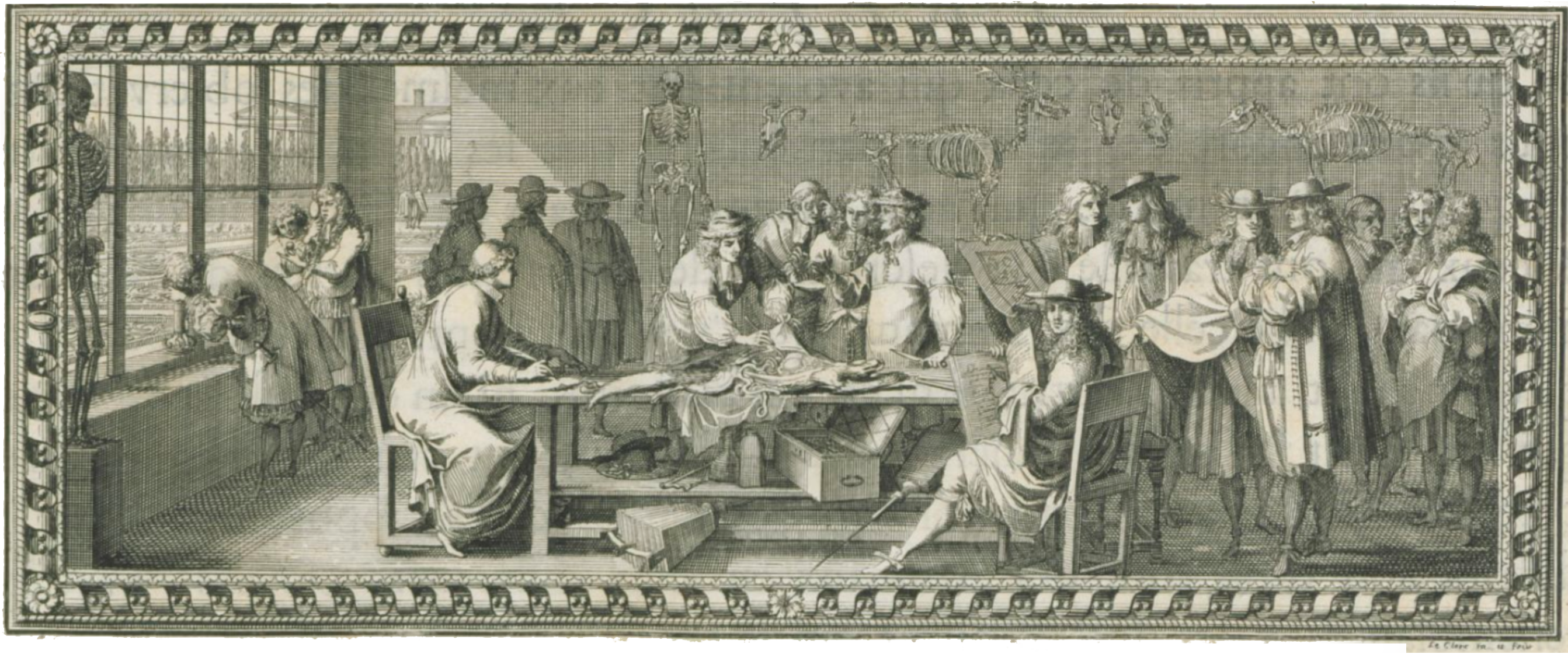
Dissection et observations aux microscope, gravure de Sébastien Le Clerc, dans Mémoires pour servir à l'histoire des animaux, p. 4, 1714.
À gauche, Huygens utilise un microscope à la fenêtre. Louis Gayant effectue la dissection, pendant que Pecquet, Perrault et peut-être Mariotte (avec des lunettes) discutent de son travail. À droite, Colbert observe la scène.

Dodart est, avec Claude Perrault, un des rares médecins français du XVIIe siècle à comprendre et apprécier proprement les expérimentations et théories des Iatromécaniques italiens. Il reproduit sur lui-même l'expérimentation de Santorio, mesurant pendant 33 ans les changements de la masse de son corps et en particulier la quantité imperceptible de la transpiration. Il démontre qu'avec l'âge la transpiration diminue graduellement.
Il expérimente les conséquences du jeûne de Carême tel qu'il était fait dans l’Église jusqu'au XIIe siècle. « Il ne buvait ni ne mangeait que sur le six ou sept heures du soir, il vivait de légumes la plupart du temps, et sur la fin du Carême, de pain et d'eau. » Nous savons ainsi que le premier jour du Carême 1667 (22 février) sa masse est de 116 livres et une once, soit environ 57 kg, tandis que le samedi de Pâques, à la fin du Carême, (le 10 avril 1667) 107 livres et 12 onces. Au bout de 4 jours, il a repris 4 livres, et en une semaine son poids normal. Un sous-poids tout de même, et Racine et Saint-Simon notent à la fin de sa vie qu'il est « extrêmement maigre ».
Il a fait de même un grand nombre d'observations sur la saignée. Il découvre ainsi par l'expérience qu'il faut 5 jours à un sujet sain pour recouvrer la quantité de sang perdue en une saignée de 16 onces.

### Études sur la voix
Denis Dodart est le premier depuis Aristote et Galien à présenter de nouvelles idées sur le mécanisme de la phonation,. Il avait envisagé d'écrire une histoire de médecine, mais abandonne ce projet lorsque Daniel Leclerc le devance, et commence alors un mémoire sur l'histoire de la musique. Les études sur la voix humaine et la nature des tons devait servir d'introduction à cette histoire.
Il faut reconnaître à Dodart le mérite d'avoir souligné le rôle fondamental des cordes vocales. S'opposant à la théorie classique, qui considérait le larynx comme un type de flûte, il établit que « seul la glotte fait la voix et tous les tons [...] aucun instrument à vent ne peut expliquer son fonctionnement [...] tout l'effet de la glotte sur les tons dépend de la tension de ses lèvres et ses divers angles d'ouverture. ».
En substance, Dodart considère : 
1. que, dans tous les instruments le son est produit par le mouvement de l'air
2. que les tons sont produits par les degrés de vitesse, et
3. que la quantité d'air donne l'intensité.

Cependant, il ne méconnait pas l'influence des vibrations des corps solides, et, sans les admettre complètement, il sait les invoquer dans l’occasion, Cette particularité explique pourquoi certains auteurs ont pu penser que Dodart avait comparé le mécanisme vocal à la formation du son dans les anches. Il y a du vrai dans cette opinion, car le châssis bruyant est une anche membraneuse ; mais Dodart ne s'en douta jamais.

## Publications

### Articles scientifiques
- Est-ne motus pulmonum naturalis et insitus ? (Praes. Isaaco Renaudot. Cand. Dionysio Dodart.), Lutetiae, 1658
- Est-ne-in hydrope mittendus sanguis ? (Praes. Joanne. Baptista De Reveillois. Cand. Dionysio Dodart.), Lutetiae, 1660
- An febribus balneum. (Praes. Joanne Maurin Cand. Dionysio Dodart.), Lutetiae, 1660
- "Lettre… contenant des choses fort remarquables touchant quelques grains." JdS (1676): 69–71; Mémoires, 10: 561–66
- Médecine des pauvres (1692).
- Ergo febribus acutis e carnibus juscula (1700).
- An omnis morbus a coagulatione (1703).
- Medicina statica Gallica . In P. Noguez, ed., Sanctorii Sanctorii de statica medicina, vol. 2. Paris: Natale Pissot, 1725.

### Mémoires de l'Académie royale des sciences
- “Lettre sur le seigle ergoté”, Mémoires de l’Académie royale des sciences, 562, 1676
- “Sur l’affectation de la perpendiculaire, remarquable dans toutes les tiges”, Mémoires de l’Académie royale des sciences, 47, 1700[51]
- “Mémoire sur les causes de la voix de l’homme, et de ses différens tons”, 238–287, Mémoires de l’Académie royale des sciences, 47, 1700
- “Sur la multiplication des corps vivants considérée dans la fécondité des plantes”, Mémoires de l’Académie royale des sciences, 136–160, 1700
- “Second mémoire sur la fécondité des plantes”, Mémoires de l’Académie royale des sciences, 241–257, 1701
- “Supplément au mémoire sur la voix et sur les tons”, Mémoires de l’Académie royale des sciences, 136–148, 388–410; 66–81, 1707
- DODART, dans Table générale des matières contenues dans l'"Histoire" et dans les "Mémoires de l'Académie royale des sciences", par La Compagnie des libraires, Paris, 1729, tome 2, Années 16699-1710, p. 207-209 (lire en ligne)

### Mémoires
- Mémoires pour servir à l'histoire des plantes, Paris : Imprimerie royale, 1676[41],[52],[53]
- Mémoire de quelques particularitez de l'histoire naturelle de l'Amérique septenrionale et particulièrement du pays des Iroquois et des pays nouvellement découvert par M. de La Salle, 1678 Puech-Milhau, M. L. "An Interview on Canada with La Salle in 1678." Canadian Historical Review 18 (1937): 163–77.
- Mémoire sur les causes de la voix de l'homme et de ses différents tons, (S. l.), 1703 
  - Note(s) : Lu dans l'Assemblée publique de l'Académie royale des sciences et des arts, le 13 novembre 1700, et extrait de ses "Mémoires"[54]
- Mémoire d'un remède contre la peste, (A Paris, chez Charles Huguier, ruë Saint Jacques, à la Sagesse. Et André Cailleau, libraire, place de Sorbonne, au coin de la ruë des Maçons, à Saint André. [1721])

### Archives contemporaines de Denis Dodart
- Antoine Arnauld et Jacques Fouilleux, Lettres de Monsieur Antoine Arnauld, docteur de Sorbonne, Nancy : Nocolai, 1727, sur archive.org (lire en ligne).
- Élisabeth-Charlotte de Bavière, Lettre de Madame duchesse d'Orléans à la duchesse de Hanovre, Marly, 2 juillet 1699[25],[N 6]
- Guy Patin, Lettres de Guy Patin à André Falconet, 1660[4],[5],[6]
- Jean-Baptiste Colbert, Lettres, 1[38]
- Claude Lambert, Histoire Littéraire du règne de Louis XIV, t. II, 1761[7]
- Fontenelle, « Éloge de M. Dodart » (lu en 1707, publié en 1730), Histoire de l'Académie royale des sciences,‎ 1707 / 1730, p. 182-192 (lire en ligne [sur gallica]).
- Jean Racine, Lettres de Jean Racine à Boileau, 1687[10],[11],[N 1],[N 2] (et une Lettre de Boileau à Racine)
- Jean Racine, Lettres de Jean Racine à sa femme, 1693[12],[N 3]
- Jean-Baptiste Racine, Lettre de Jean-Baptiste Racine à Louis Racine, 3 septembre 1742[15],[N 4]
- Louis Racine, Mémoire sur Racine, 1747[14]
- Duc de Saint-Simon, Mémoires de Saint-Simon, 1791[36] t. XXXIII[9], et Additions de Saint-Simon au journal de Dangeau, n°1506
- Archives nationales de France, fond sur Dodart, acte de décès, décrets royaux[28],[34],[55],[43]
- Son testament, reproduit dans la Revue des documents historiques, vol.4, Marin-Étienne Charavay, 1877[3]